# ستان بروك
ستان بروك (بالإنجليزية: Stan Brock)‏ هو لاعب كرة قدم أمريكية أمريكي، ولد في 8 يونيو 1958 في بورتلاند في الولايات المتحدة.

## وصلات خارجية
- ستان بروك على موقع مرجع كرة القدم المحترفة.كوم (الإنجليزية)